# إل جي أوبتيموس L9
إل جي أوبتيموس L9 (بالإنجليزية: LG Optimus L9)‏ هو هاتف ذكي من مجموعة إل جي يعمل بنظام أندرويد، تم طرحه في الأسواق في ديسمبر 19, 2012.

## الخصائص
- نظام التشغيل: أندرويد
- الكاميرا الأمامية: VGA (640x480)
- الكاميرا الخلفية: 5.0 ميجابكسل
- الشاشة: إل سي دي 540×960
- الوزن: 125 غرام
- المعالج: 1 جيجا هرتز ثنائي النواة
- الذاكرة: 1 جيجابايت
- التخزين: 4 جيجابايت